# Сабугалит
Сабугали́т (англ. Sabugalite) — радиоактивный минерал, относящийся к фосфатам. Назван по месту открытия — Сабугал, Португалия.

## Свойства
Сабугалит имеет лимонно-жёлтый цвет, стеклянный блеск, белый цвет черты, моноклинную сингонию, низкую твёрдость по шкале Мооса — 2,5, плотность 3,2. Формула HAl(UO2)4(PO4)4×16H2O. Радиоктивен и полупрозрачен.